# チャタム・スクエア
チャタム・スクエア (Chatham Square) は、ニューヨーク市マンハッタン区チャイナタウンにある主要な交差点である。このスクエアは7つの道路、バワリー、イースト・ブロードウェイ、セント・ジェームス・プレイス、モット・ストリート、オリバー・ストリート、ワース・ストリート、そしてパーク・ロウの合流地点に位置する。郵便ZIPコードは10038である。

## 歴史

1905年のチャタム・スクエア

チャタム・スクエアの名前は、アメリカ合衆国の独立前のイギリス首相であった初代チャタム伯爵ウィリアム・ピットから付けられた。ロウアー・イースト・サイドのピット・ストリート (Pitt Street) も彼の名前から取られており、パーク・ロウもかつての名前はチャタム・ストリートであった。
1820年頃まで、このスクエアは主に馬などの家畜や物品を取引するための大きな青空市場として使われていた。19世紀半ばには、入れ墨店、安宿そして酒場が集まる場所となり、かつてのファイブ・ポインツネイバーフッドのいかがわしいたまり場となっていた。20世紀、世界恐慌および禁酒令が過ぎ去った後、この地域は一新された。

1962年、アメリカ軍で任務を務めた中国系アメリカ人の栄誉を称えるため、Kimlauメモリアル・アーチが米国在郷軍人会 (American Legion) Lt. B.R. Kimlau Post 1291によって建てられた。このアーチの名前は、第380爆撃隊の機長で、第二次世界大戦中の1944年5月5日にロスネグロス島上空で任務中に撃墜された26歳の2nd Lt. en:Benjamin Ralph Kimlauから付けられている。この記念碑は有名な中国人書道家で詩人の于右任による文字が刻まれている。また、このスクエアには林則徐の彫像がある。

## 交通機関
2番街高架線および3番街高架線のチャタム・スクエア駅は、それぞれ1942年と1955年に閉鎖されるまで、このスクエアの主要な駅であった。2014年現在建設中の2番街線はこのスクエアの新しい駅を設置することになっている。この新駅はチャタム・スクエア駅として工事第4期に建設される計画である。